# John Wilson Croker
John Wilson Croker (20 de diciembre de 1780-10 de agosto de 1857) fue un político y autor anglo-irlandés.

## Biografía
Nació en Galway, como hijo único de John Croker. Estudió en el Trinity College de Dublín, de donde se graduó en el año 1800. Se casó con Tosamond Pennell en 1806.
Fue un estudioso de la Revolución Francesa.
Publicó varios textos. En 1804 apareció de manera anónima Epístolas familiares a JF Jones, sobre el estado de las tablas irlandesas. En 1807 publicó un panfleto The State of Ireland: Past and Present, en el cual abogaba por la emancipación católica en la isla.
Fue un autor permanente en el Quarterly Review. Estuvo envuelto en varias polémicas literarias relevantes.
Además, Croker desarrolló una carrera parlamentaria destacada.

## Libros y artículos sobre Croker
- C. I. Hamilton (2000). «John Wilson Croker: Patronage and Clientage at the Admiralty, 1809–1857». Historical Journal 43: 49-77. S2CID 153657357. doi:10.1017/S0018246X99008936.
- Portsmouth, Robert (2010). John Wilson Croker: Irish Ideas and the Invention of Modern Conservatism. Dublin: Irish Academic Press.
- Thomas, William (2000). The Quarrel of Macaulay and Croker: Politics and History in the Age of Reform. Oxford University Press, Oxford. ISBN 978-0-19-820864-8. (requiere registro).
- Harris, Nigel (2015). Footnotes to History: The Personal Realm of John Wilson Croker, Secretary to the Admiralty (1809-1830), a "Group Family", ISBN 978-1-84519-746-9. Sussex Academic Press, Brighton & Eastbourne.

- Datos: Q320849
- Multimedia: John Wilson Croker / Q320849